# Vietnamesischer Đồng
Der Đồng (₫, IPA: dôŋ), auch Dong geschrieben, ist seit dem 3. Mai 1978 die offizielle Währung von Vietnam. Ausgegeben wird er von der Vietnamesischen Staatsbank.
Das Währungssymbol für den Đồng ist ein hochgestelltes kleines d mit Querstrich, das häufig auch unterstrichen ist. Im internationalen Zahlungsverkehr wird er mit VND abgekürzt. 1 Đồng ist in 10 Hào oder 100 Xu aufgeteilt. Aufgrund ihres geringen Wertes sind nahezu keine Münzen im Umlauf, die kleinste Banknote im Umlauf ist die 500 Đồng-Note (entspricht etwa 2 Eurocent).

## Namensherkunft
In der vietnamesischen Sprache ist die Bezeichnung Đồng auch Ausdruck für Kupfer. Dies rührt daher, dass die Münzen vor der Kolonisation durch die Franzosen aus Kupfer geprägt wurden. Als Vietnam ein Teil von Französisch-Indochina war, galt der Französisch-Indochina-Piaster als die Standardwährung des Kolonialgebietes. Der vietnamesische Text auf dieser Währung bezeichnete sie als Đồng oder, weniger üblich, als Bạc („Silber“).

## Geschichte

### Nord- und Südvietnam
Im Jahr 1946 führte die nordvietnamesische Regierung ihre eigene Währung ein, den Đồng, der dem Piaster gleichgesetzt wurde. Es folgte eine Neubewertung im Jahr 1951, bei dem der Đồng gegenüber dem Piaster mit einem Wechselverhältnis von 100:1 festgelegt wurde und 1958 ein Verhältnis von 1000:1 hatte.
Im Jahr 1953 wurde für das Gebiet des südvietnamesischen Staates der Piaster und der Đồng gleichermaßen verausgabt. Am 22. September 1975, nach dem Fall von Saigon, wurde ein neuer „liberation Đồng“ („Befreiungs-Đồng“) in Südvietnam zu 500 alten südvietnamesischen Đồng ausgegeben.

### Vereintes Vietnam
Nach der Wiedervereinigung Vietnams wurde der Đồng am 3. Mai 1978 mit einem Wechselkurs von einem Đồng = 1 Nordvietnamesischer Đồng = 0,8 Südvietnamesische Đồng festgelegt.
Am 14. September 1985 wurde der Đồng schließlich neu bewertet und ein Verhältnis von einem neuen zu zehn alten Đồng festgelegt. Dies war der Beginn einer lang anhaltenden Inflation, die bis in die späten 1990er Jahre anhielt.

### Kursentwicklung
| Jahr | 1 Euro      | 1 US-Dollar |
| ---- | ----------- | ----------- |
| 1989 | -           | 3.500 Đồng  |
| 1992 | -           | 8.000 Đồng  |
| 2006 | 20.000 Đồng | 16.000 Đồng |
| 2008 | 24.000 Đồng | 16.200 Đồng |
| 2012 | 25.000 Đồng | 20.500 Đồng |

Nach der Neubewertung des Simbabwe-Dollar am 1. August 2006 war der Đồng für einige Monate die Währung mit dem weltweit niedrigsten Wert. Um den 21. März 2007 wurde der Simbabwe-Dollar erneut mit dem niedrigsten Wert beurteilt (in Bezug auf den Schwarzmarktwert) und am 7. September 2007 auch beim offiziellen Wechselkurs. Seit der erneuten Bewertung der simbabwischen Währung am 1. August 2008 (die simbabwische Währung wurde am 30. September 2015 zudem außer Kraft gesetzt) war der Đồng abermals die Währung mit dem niedrigsten Wert.

## Münzen

### Erster Đồng
Im Jahr 1978 wurden Aluminiummünzen (Prägung 1976) mit den Nennwerten 1, 2 und 5 Hào sowie 1 Đồng eingeführt. Aufgrund der anhaltenden Inflation wurden jedoch in der Folge für viele Jahre keine Münzen mehr in Umlauf gebracht.

### Zweiter Đồng

#### Gedenkmünzen
Gedenkmünzen aus Kupfer, Bronze, Kupfer-Nickel, Silber und Gold werden seit 1986 bis heute ausgegeben. Diese kamen jedoch nie in den freien Umlauf.

#### Ausgabe von 2003
Die Staatsbank von Vietnam begann am 17. Dezember 2003 wieder mit der Ausgabe von Münzen. Die neuen Münzen, die in der Münzanstalt von Finnland geprägt wurden, wurden mit Nennwerten von 200, 500, 1000, 2000 und 5000 Đồng ausgegeben. Davor musste man bei einem Schalterbeamten Banknoten gegen Wertmarken tauschen, bevor Waren aus einem Automaten entnommen werden konnten. Viele Bewohner Vietnams waren sehr erstaunt darüber, nach so langer Zeit wieder Münzen zu Gesicht zu bekommen, und bekundeten gleich ihre Besorgnis über die Verwendbarkeit der 200-Đồng-Münzen.
| Abbild | Werte | Technische Kenngrößen | Technische Kenngrößen | Technische Kenngrößen | Technische Kenngrößen                              | Beschreibung    | Beschreibung                     | Ausgabedatum      |
| Abbild | Werte | Durchmesser           | Dicke                 | Gewicht               | Material                                           | Vorderseite     | Rückseite                        | Ausgabedatum      |
| ------ | ----- | --------------------- | --------------------- | --------------------- | -------------------------------------------------- | --------------- | -------------------------------- | ----------------- |
|        | 200₫  | 20 mm                 | 1,45 mm               | 3,2 g                 | Stahl mit Nickelüberzug                            | Wappen Vietnams | Nationalsymbole                  | 17. Dezember 2003 |
|        | 500₫  | 22 mm                 | 1,75 mm               | 4,5 g                 | Stahl mit Nickelüberzug                            | Wappen Vietnams | Nationalsymbole                  | 1. April 2004     |
|        | 1000₫ | 19 mm                 | 1,95 mm               | 3,8 g                 | Stahl mit einem Überzug einer Kupfer-Zinklegierung | Wappen Vietnams | Wassertempel, Đô-Tempel          | 17. Dezember 2003 |
|        | 2000₫ | 23,5 mm               | 1,8 mm                | 5,1 g                 | Stahl mit einem Überzug einer Kupfer-Zinklegierung | Wappen Vietnams | Einheimisches Haus               | 1. April 2004     |
|        | 5000₫ | 25,5 mm               | 2,2 mm                | 7,7 g                 | Kupferlegierung (CuAl6Ni2)                         | Wappen Vietnams | Chùa Một Cột (Ein-Säulen-Pagode) | 17. Dezember 2003 |

## Banknoten

### Erster Đồng
Im Jahr 1978 gab die Staatsbank von Vietnam (Ngân hàng Nhà nước Việt Nam) Banknoten im Nennwert von 5 Hào, 1, 5, 10, 20 und 50 Đồng mit der Datumsangabe 1976 aus. 1980 wurden Noten zu 2 und 10 Đồng hinzugefügt, die durch 30- und 100-Đồng-Scheine im Jahr 1981 ergänzt wurden.

### Zweiter Đồng
1985 wurde der neue Đồng mit Scheinen im Nennwert von 5 Hào, 1, 2, 5, 10, 20, 30, 50, 100 und 500 Đồng herausgebracht. Nachdem die Inflation anhielt, folgten im Jahr 1987 Scheine zu 200, 1000, 2000 und 5000 Đồng, dann 10.000 und 50.000 Đồng im Jahr 1990, 20.000 Đồng 1991, 100.000 Đồng 1994, 500.000 Đồng 2003 und schließlich 200.000 Đồng im Jahr 2006.
Insgesamt gab es bisher fünf Banknotenserien. Ausgenommen die Serie von 2003, waren alle zuvor ausgegebenen Scheine mehr oder weniger unübersichtlich und besaßen kein einheitliches thematisches Design.
Am 7. Juni 2007 ordnete die Regierung die Beendigung der Ausgabe von 50.000 und 100.000 Dong-Scheinen aus Baumwolle an. Diese wurden seit dem 1. September 2007 aus dem Umlauf genommen. Stattdessen werden die Scheine seither auf Polymer gedruckt.
|  | 100₫     | 120 × 59 mm | Nationale Entwürfe | Phổ Minh Pagoda                | 2. Mai 1992        |
|  | 200₫     | 130 × 65 mm | Ho Chi Minh        | Landwirtschaftliche Produktion | 30. September 1987 |
|  | 500₫     | 130 × 65 mm | Ho Chi Minh        | Port Haiphong                  | 15. August 1989    |
|  | 1000₫    | 134 × 65 mm | Ho Chi Minh        | Holzfällerei                   | 20. Oktober 1989   |
|  | 2000₫    | 134 × 65 mm | Ho Chi Minh        | Textilfabrik                   | 20. Oktober 1989   |
|  | 5000₫    | 134 × 65 mm | Ho Chi Minh        | Trị An Wasserkraftwerk         | 15. Januar 1993    |
|  | 10.000₫  | 140 × 68 mm | Ho Chi Minh        | Vịnh Hạ Long                   | 15. Oktober 1994   |
|  | 20.000₫  | 140 × 68 mm | Ho Chi Minh        | Konservenfabrik                | 2. März 1993       |
|  | 50.000₫  | 140 × 68 mm | Ho Chi Minh        | Nhà Rồng Port                  | 15. Oktober 1994   |
|  | 100.000₫ | 145 × 71 mm | Ho Chi Minh        | Ho Chi Minhs ethnisches Haus   | 1. September 2000  |

|  |  | 10.000₫  | 132 × 60mm  | Ho Chi Minh | Seeplattform                           | 30. August 2006   |
|  |  | 20.000₫  | 136 × 65 mm | Ho Chi Minh | Japanische überdachte Brücke in Hội An | 17. Mai 2006      |
|  |  | 50.000₫  | 140 × 65 mm | Ho Chi Minh | Huế                                    | 17. Dezember 2003 |
|  |  | 100.000₫ | 144 × 65 mm | Ho Chi Minh | Literaturtempel (Văn Miếu)             | 1. September 2004 |
|  |  | 200.000₫ | 148 × 65 mm | Ho Chi Minh | Ha-Long-Bucht (Vịnh Hạ Long)           | 30. August 2006   |
|  |  | 500.000₫ | 152 × 65 mm | Ho Chi Minh | Ho Chi Minhs Geburtsort in Kim Liên    | 17. Dezember 2003 |

Eine Gedenknote zu 50 Đồng aus Polymer wurde zur Erinnerung an 50 Jahre Vietnamesische Staatsbank im Jahr 2001 verausgabt. Deren Nominalwert war jedoch so gering, dass sie lediglich für Sammler interessant war. Die Banknote wurde üblicherweise in einem Schauordner geliefert.

## Weitere Begriffsverwendung von Đồng
In der vietnamesischen Sprache wird Đồng als ein einheitlicher Begriff für jedwede Währung verwendet. Zur spezifischen Kennzeichnung wird der Währungsangabe dann der Landesname hinzufügt. Diese Praxis wird für immer mehr Währungseinheiten geläufiger. In einigen vietnamesischen Gemeinschaften, die zum Beispiel in Überseegebieten außerhalb des Landes leben, wird der Begriff gar als Bezeichnung der dortigen Landeswährung (z. B. USD) verwendet, während man den VND als đồng Việt Nam (Vietnamesischen Đồng) bezeichnet. In gleicher Weise spricht man von Hào und Xu, wenn man „Dime“ (10 Cent-Stück) bzw. „Cent“ meint.
In der heutigen Zeit, da der Wert der Währung sehr gering ist, kann die Angabe von einem Đồng ebenso als eintausend Đồng verstanden werden.